# 피라미모나스과
피라미모나스과(Pyramimonadaceae)는 피라미모나스강 피라미모나스목에 속하는 녹조류과의 하나이다. 12속 62종으로 이루어져 있다.

## 하위 속
| - Angulomonas - Coccopterum - Cymbomonas - Halosphaera - Kuzminia - Pocillomonas | - Prasinochloris - Protoaceromonas - Protochroomonas - 피라미모나스속 (Pyramimonas) - Tasmanites - Trichloridella |